# Linda Pradel
Pour les articles homonymes, voir Pradel.

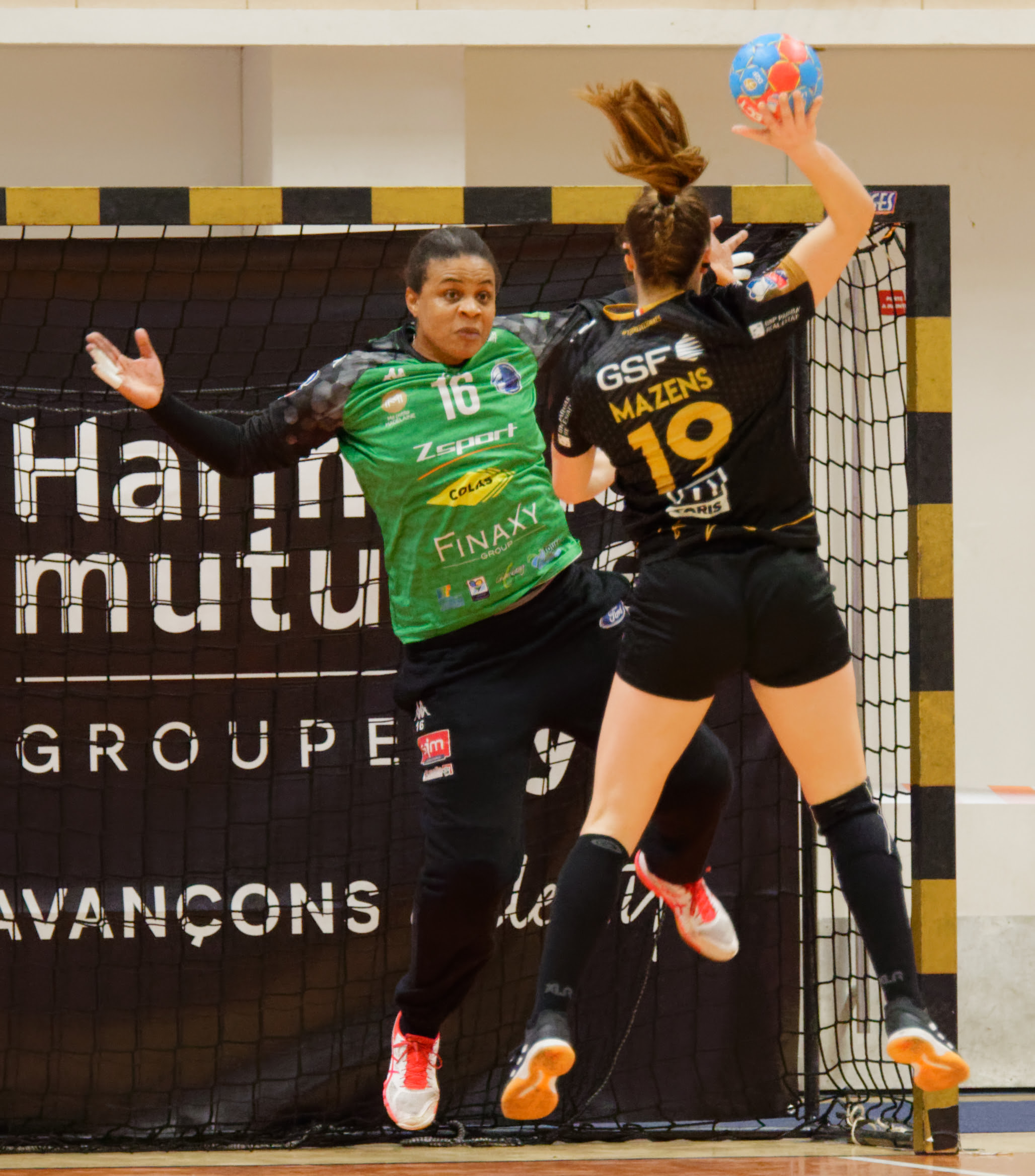
Linda Pradel, gardienne de Chambray Touraine face à Alice Mazens du Paris 92 en octobre 2020.

Linda Pradel, née le 4 juin 1983 à Trappes, est une handballeuse internationale française, évoluant au poste de gardienne de but. Elle compte 55 sélections en équipe de France.

## Biographie
À l'été 2004, elle quitte Le Havre, son club formateur pour rejoindre le HB Metz métropole. Elle connait alors ses premières sélections en équipe de France et remporte notamment une médaille de bronze au championnat d'Europe en 2006.
En 2008, elle retourne dans son club formateur au Havre AC et, excepté un intermède en Espagne au Mar Alicante pour la saison 2010/2011, elle y reste jusqu'en 2015. Cette année-là, elle quitte Le Havre et rejoint le Chambray Touraine Handball où elle met un terme à sa carrière en 2021.

## Palmarès

### En club
compétitions internationales
- vainqueur de la coupe Challenge (C4) en 2012 (avec Le Havre AC Handball)
- finaliste de la coupe des vainqueurs de coupe (C2) en 2011 (avec CB Mar Alicante)
- demi-finaliste de la coupe de l'EHF (C3) en 2010 (avec Le Havre AC Handball)

compétitions nationales
- championne de France (4) en 2005, 2006, 2007 et 2008 (avec Metz Handball)
- vainqueur de la coupe de la Ligue (4) : 2005, 2006, 2007 et 2008 (avec Metz Handball)
- finaliste de la coupe de France (2) en 2010 et 2012 (avec Le Havre AC Handball)

### En sélection nationale
championnats du monde
- vice-championne du championnat du monde en 2009[5]

championnats d'Europe
- troisième du championnat d'Europe en 2006

Jeux méditerranéens
- médaille d'or aux Jeux méditerranéens en 2009

### Récompenses individuelles
- Joueuse LFH du mois en octobre 2012[6]